# LA Knight
Shaun Edward Ricker (n. 1 noiembrie 1982, Hagerstown⁠(d), Maryland, SUA) este un wrestler profesionist și actor american. Este sub contract cu WWE, unde evoluează în SmackDown sub numele de ring LA Knight.
Ricker și-a început cariera de wrestler profesionist în circuitul independent în 2003 și s-a alăturat Championship Wrestling from Hollywood (CW) afiliată National Wrestling Alliance (NWA) în 2010. Ricker a semnat cu WWE în 2013 și a evoluat ca jobber sub numele de ring Slate Randall până la concedierea sa în 2014. După ce a adoptat numele de ring Eli Drake, Ricker a semnat cu TNA în 2015 și a câștigat TNA World Championship, TNA King of the Mountain Championship,  TNA World Tag Team Championship (cu Scott Steiner) câte o dată și a câștigat de două ori servieta Feast or Fired.
Ricker a părăsit TNA în 2019 și s-a reîntors în NWA, câștigând NWA World Tag Team Championship (cu James Storm). A semnat din nou cu WWE în 2021 sub numele de ring LA Knight și a câștigat  Million Dollar Championship o dată. Ricker a fost apoi trimis în Smackdown și redenumit Max Dupri în 2022, dar ulterior a revenit la numele său LA Knight. A câștigat o popularitate sporită la începutul anului 2023 și a câștigat WWE United States Championship de două ori.
În afara wrestling-ului, Ricker a apărut în serialul de televiziune The Hero și în serialul de comedie Brooklyn Nine-Nine. A oferit servicii de captare a mișcării pentru seria de jocuri video WWE 2K și a dat voce unui personaj fictiv în WWE 2K22.